# Vicatia atrosanguinea
Vicatia atrosanguinea är en växtart i släktet Vicatia och familjen flockblommiga växter.
Arten är perenn och förekommer i Centralasien och centrala Sibirien.